# Esportes eletrônicos nos Jogos Asiáticos em Recinto Coberto de 2009
Os eventos de esportes eletrônicos nos Jogos Asiáticos em Recinto Coberto de 2009 ocorreram entre 1 e 4 de novembro. Seis torneios foram disputados.

## Calendário
| Outubro/Novembro     | 28 | 29 | 30 | 31 | 1 | 2 | 3 | 4 | 5 | 6 | 7 | 8 | Finais |
| -------------------- | -- | -- | -- | -- | - | - | - | - | - | - | - | - | ------ |
| Esportes eletrônicos |    |    |    |    | 1 | 1 | 2 | 2 |   |   |   |   | 6      |

## Quadro de medalhas
| Ordem | País          | Medalha de ouro | Medalha de prata | Medalha de bronze |    |
| ----- | ------------- | --------------- | ---------------- | ----------------- | -- |
| 1     | Irã           | 2               | 1                | 1                 | 4  |
| 2     | Coreia do Sul | 2               | 1                |                   | 3  |
| 3     | China         | 1               | 1                | 4                 | 6  |
| 4     | Vietname      | 1               | 1                | 2                 | 4  |
| 5     | Uzbequistão   |                 | 1                | 2                 | 3  |
| 6     | Mongólia      |                 | 1                | 1                 | 2  |
| 7     | Catar         |                 |                  | 1                 | 1  |
| TOTAL | TOTAL         | 6               | 6                | 11                | 23 |

## Medalhistas
| Evento                      | Ouro                           | Prata                            | Bronze                                                      |
| FIFA 09                     | IRI Irã Davoud Khoei           | CHN China Liu Xiao               | CHN China Yang Zheng VIE Vietnã To Trung Hieu               |
| NBA Live 08                 | IRI Irã Tohid Ghorbanifar      | IRI Irã Farzan Homaei            | QAT Catar Talal Al-Meghaiseeb CHN China Zhang Huajun        |
| Need for Speed: Most Wanted | CHN China He Xuebin            | VIE Vietnã Nguyen Le Van         | IRI Irã Naeim Hedayati UZB Uzbequistão Sardirbek Abdullayev |
| StarCraft: Brood War        | KOR Coreia do Sul Lee Young-Ho | KOR Coreia do Sul Jung Myung-Hun | CHN China Yang Zheng CHN China He Xuebin                    |
| Counter-Strike 1.6          | KOR Coreia do Sul              | UZB Uzbequistão                  | MGL Mongólia VIE Vietnã                                     |
| DotA Allstars               | VIE Vietnã                     | MGL Mongólia                     | UZB Uzbequistão                                             |